# 太田寛
太田 寛（おおた ゆたか、1956年（昭和31年）9月19日 - ）は、日本の政治家。長野県安曇野市長。元長野県副知事。

## 来歴
旧南安曇郡堀金村生まれ。長野県松本深志高等学校卒業後、京都大学法学部に進学、勝田吉太郎ゼミに所属。1979年に大学卒業、長野県庁に入庁。1985年から1987年まで通商産業省立地公害局立地指導課に出向、1990年から長野県ロサンゼルス駐在員として赴任、1993年に帰国し、長野オリンピック冬季競技大会組織委員会 (NAOC) に出向。2004年に田中康夫県知事の下で生活環境部長に抜擢、2005年企画局長、2006年木曽地方事務所長、2009年参事兼建設政策局長、2012年商工労働部長、2014年総務局長を経て、2015年2月から副知事に就任し、環境保護、産業振興などさまざまな分野で県の施策立案に携わり、松本空港ビル社長、県営住宅公社理事長、信州大学経営協議会委員などを歴任。2021年8月に辞職し、同年10月17日執行の安曇野市長選挙に出馬し、初当選、同年10月23日に就任。